# ناوکی کاواگوچی
ناوکی کاواگوچی (انگلیسی: Naoki Kawaguchi؛ زادهٔ ۲۴ مهٔ ۱۹۹۴) بازیکن فوتبال اهل ژاپن است.
از باشگاه‌هایی که در آن بازی کرده‌است می‌توان به باشگاه فوتبال شیمیزو اس-پالس و باشگاه فوتبال آلبیرکس نیگاتا اشاره کرد.
وی همچنین در تیم ملی فوتبال زیر ۱۷ سال ژاپن بازی کرده‌است.